# Daniel Lee Chi Wo
Daniel Lee Chi Wo (Hongkong, 24 januari 1975), bijgenaamd Leechipop en Shimoshimo, is een Chinees triatleet uit Hongkong. Hij nam tweemaal deel aan de Olympische Spelen, maar won hierbij geen medailles.
Hij doet triatlons sinds 1996.
Lee deed in 2004 mee met de Olympische Spelen van Athene. Hij behaalde een 43e plaats in een tijd van 2:03.30,39. Vier jaar later op de Olympische Spelen van Peking werd hij wederom 43e, maar nu in een totaaltijd van 1:54.40,78.
In 2006 behaalde hij tijdens de Aziatische spelen een zilveren medaille.

## Titels
- Chinees kampioen triatlon: 1999-2003
- Chinees jeugdkampioen triatlon: 1997

## Palmares

### triatlon
- 2002:  Chinees kampioenschap
- 2003: 56e WK olympische afstand in Queenstown
- 2003:  Madras kampioenschap
- 2004: 9e Aziatisch kampioenschap
- 2004: 65e WK olympische afstand in Madeira
- 2004: 43e Olympische Spelen in Athene
- 2004:  triatlon van Hongkong
- 2004:  triatlon van Valsana
- 2006:  Aziatische Spelen
- 2006: 64e WK olympische afstand in Lausanne - 2:02.08
- 2010: 8e Aziatische Spelen